# Нина Николова
Нина Ванкова Николова е български климатолог, професор в Софийския университет.

## Биография
През 1991 г. завършва география в Софийския университет. На 27 февруари 1997 г. защитава докторска дисертация на тема „Изменения на температурата на въздуха в извънпланинската част на България“. От февруари 1999 до януари 2000 г. специализира в Метеорологичния институт (Лаборатория по изменение на климата) на Цукуба, Япония, където изпълнява научноизследователска работа по глобални и регионални климатични промени. От 2001 г. е назначена като асистент, а след това главен асистент в катедрата по Климатология, хидрология и геоморфология на Геолого-географския факултет при Софийския университет „Св. Климент Охридски“. Води лекции, семинарни занятия, лабораторни упражнение и практическа работа в бакалавърската и магистърската степен на специалност география по предметите Климатология, Мониторинг на атмосферния въздух, Методи на климатичните изследвания, Изменения на климата, Модели и сценарии за изменение на климата, Приложна климатология. През 2001 г. е назначена като специалист-географ в Националния институт по метеорология и хидрология при Българска академия на науките. От април 2008 г. е доцент, а през 2018 г. е избрана за професор.
Редактор е на международните списания Geographica Pannonica, Forum Geografie, Acta Hydrologica Slovaca, Bulletin of Serbian Geographical Society, Geographic Society of the Republic of Srpska. Член е на Международната асоциация за градски климат и на Сдружението на геоморфолозите в България.
Автор и съавтор е на над 70 статии, студии, доклади, учебници.